# Glimmande nymf
Se även Glimmande nymf (musikalbum)
Glimmande nymf eller Fredmans epistel n:o 72 är en sång ur sångcykeln Fredmans epistlar av Carl Michael Bellman. 

## Bakgrund
Visan skrevs först 1771, men putsades inför utgivningen av Epistlarna 1790 för att bli mindre tydligt sexuell och burlesk. Sången är en parodi på en aria ur en opéra comique, Le Peintre amoureux de son modèle av Egidio Duni som 1782 översattes till svenska som Målaren kär i sin modell, och har tagit melodin därifrån.

## Handling
Urversionen är närmast en sängkammarfars, där Fredman idkar så kraftigt samlag med Cajsa Lisa att botten går ur sängen och han skadar sig. I rummet befinner sig även Movitz, som spelar basfiol, liknande situationen i Epistel 7, ”Fram med basfiolen”. I den omarbetade versionen har obscena detaljer ersatts av miljöskildringar, och Movitz har helt tagits bort: i första strofen har den inledande beskrivningen av hur Cajsa Lisa klär av sig ersatt av en interiör, där det dock noteras hur en peruk tillhörig Ulla Winblads fästman Norström hänger på en spik, antydande att Fredman inte är den enda manliga besökare Cajsa Lisa har. I andra strofen har direkta anspelningar på Cajsa Lisa som en tjänarinna i ”Fröjas tempel” ersatts av en mer allmän dyrkan av samma gudom, och beskrivningen av hur varje kväll blir en maka till en ny man av en symbolisk naturskildring. I tredje och sista strofen har en allmän hyllning av Cajsa Lisas behag, som leder till den fatala olyckan, bytts ut mot en mer elegisk skildring av hennes sömn liksom av antydningar om hur ska eggas av Fredmans passion likväl av hans namn som diktare – en roll han annars inte får spela. Kvar från ursprungsversionen är dock raderna som skildrar Cajsa Lisas orgasm och hur den ”lilla döden” leder till nytt liv.